# Renault Type H e Type J
Le Type H e Type J sono due piccole autovetture prodotte nel 1902 dalla Casa francese Renault.

## Profilo
Erano due vetture piccole, ma dotate di motori di cilindrata piuttosto elevata. Sul telaio della Type D trovarono posto quelli che furono tra i primi veri motori progettati e realizzati dalla Renault stessa. Entrambi erano a due cilindri: la Type H aveva una cilindrata di 1720 cm³, mentre la Type J arrivava a ben 2650 cm³. Furono prodotte nel solo 1902.